# 吉村町
吉村町（よしむらちょう）とは、宮崎県宮崎市内の地名。檍地域自治区に属している。郵便番号は880-0841。

## 地理
宮崎市の東部に位置する。もともと宮崎郡檍村の一部であった。現在は旧来の住宅街でもありながら、ロードサイド型店舗が並ぶ地域となっている。

## 地名の由来
「吉村」は大淀川下流左岸に存在した地名であった。同地の多くは低地帯であり、そこに生える「葦（よし）→吉」に転じたと考えられている。この「吉村」、元は北那珂郡吉村だった。明治22年（1889年）5月1日 町村制の施行され山崎村、江田村、新別府村と合併して北那珂郡檍村となる。そして明治29年（1896年）4月1日、郡制の施行のため、明治29年法律第26号（宮崎縣下郡廢置法律）によって、宮崎郡と北那珂郡区域をもって改めて宮崎郡が発足し宮崎郡檍村となる。檍村の大字になっても「村」の字を外さず、檍村が宮崎市に編入され、大字が町名となっても「村」を付けたまま「吉村町」となるなど、他の町村にはない変名となった。

## 世帯数と人口
2022年（令和4年）11月1日現在の世帯数と人口は以下の通りである。宮崎市内の町・丁・大字別では大塚町に続いて2番目に人口が多い。世帯数については最多である。
| 町丁   | 世帯数   | 人口    |
| ------ | -------- | ------- |
| 吉村町 | 8449世帯 | 16781人 |

## 小・中学校の学区
市立小・中学校に通う場合、学区は以下の通りとなる。町内でも地区により校区が分かれる。
| 町名         | 小学校               | 中学校               |
| ------------ | -------------------- | -------------------- |
| 吉村町の一部 | 宮崎市立檍小学校     | 宮崎市立檍中学校     |
| 吉村町の一部 | 宮崎市立檍北小学校   | 宮崎市立檍中学校     |
| 吉村町の一部 | 宮崎市立宮崎港小学校 | 宮崎市立宮崎中学校   |
| 吉村町の一部 | 宮崎市立潮見小学校   | 宮崎市立宮崎中学校   |
| 吉村町の一部 | 宮崎市立江平小学校   | 宮崎市立宮崎東中学校 |

## 交通

### バス
宮交グループの運営するバスが営業している。

### 道路
- 宮崎県道11号宮崎島之内線

## 施設
- 宮崎市消防局北消防署東分署
- 宮崎市立檍小学校
- 宮崎市立檍北小学校
- 宮崎市立宮崎港小学校
- 宮崎市立檍中学校